# Судьба барабанщика (фильм, 1976)
«Судьба барабанщика» — трёхсерийный телевизионный художественный фильм, снятый режиссёром Александром Игишевым в 1976 году по одноимённой повести Аркадия Гайдара. В фильме присутствует много советской документальной хроники.

## Сюжет
Действие происходит в 1930-е годы. Пионер Серёжа Щербачов живет с отцом-фронтовиком и мачехой Валентиной. Однажды, когда отца не было дома, в квартиру приходит неизвестный в костюме и шляпе и передаёт Валентине пакет. Вскоре в доме Щербачовых происходит обыск, Серёжиного отца арестовывают за хищение крупной суммы, а Валентина уезжает на Кавказ с неким Лобачовым.
Оставшись один, Серёжа находит в квартире наградной пистолет Лобачова без патронов. Вскоре в квартиру приходит человек, называющий себя братом мачехи Сергея, а соответственно, Серёжиным дядей, в компании какого-то старика по имени Яков, и вместе с ними Серёжа уезжает из Москвы.
По дороге под предлогом плохого самочувствия Яков пересаживается из плацкарта в купе, где похищает у соседа-военного планшет, который "дядя", не найдя ничего важного, выбрасывает в окно. Серёжа, "дядя" и старик Яков добираются до Киева, где останавливаются у полусумасшедшей старухи, а Сережа знакомится со Славкой - сыном военного инженера.
Умело манипулируя Сергеем, "дядюшка" внушает ему, что он должен бывать в доме Славки и узнавать, чем занимается его отец. Так он узнаёт, что Славка с отцом уезжают в деревню, но отец потом должен вернуться в Киев. Тогда "дядюшка" говорит Серёже, что Якову нужно уехать в Чернигов к "больной бабушке", а его самого он отправит в Одессу учиться в школу мичманов.
Такая спешка кажется Сереже подозрительной, и на всякий случай он обращается в бюро справок, где и раскрывается обман - никакой мичманской школы в Одессе нет и в помине (да и не было в ВМФ СССР с 1922 по 1940 год звания мичман, а дело-то происходит в 1938 году). Серёжа бежит домой и случайно подслушивает разговор "дяди" и старика Якова, из которого узнает правду: "дядюшка" и Яков - это двое опасных бандитов и шпионов, не знакомых с его мачехой.
Серёжа решает противостоять преступникам. Зная, что  старуха частенько ходит в дядину комнату, он устраивает там погром, чтобы "дядя" подумал на старуху. В панике бандиты тратят время на старуху, но когда они, уже собравшись, собираются бежать, Серёжа выходит им наперерез с ранее найденным в комнате браунингом, но выстрелить не успевает, получая от "дядюшки" пулевое ранение в шею. Но бандитам некуда бежать: в сад уже врывается группа захвата, а раненого Серёжу доставляют в больницу, где он встречает Славку и своего отца.

## В ролях
- Лёня Рисов — Серёжа
- Вова Станкевич — Славка
- Владимир Корецкий — Щербачов
- Наталья Фатеева — Валентина
- Анатолий Грачёв — Платон Половцев
- Владимир Самойлов — «дядя Вася»
- Ангелина Степанова — сумасшедшая старуха
- Сергей Яковлев — старик Яков
- Вадим Мадянов — Юрка Ковякин
- Александр Мовчан — Грачковский
- Таня Григоренко — Нина, дочь Половцева

## Съёмочная группа
- Автор сценария: Александр Лапшин
- Режиссёр: Александр Игишев
- Оператор: Альберт Осипов
- Композитор: Игорь Шамо
- Художник: Энрике Родригес
- Мастер света: Логвинов, Валерий Александрович